# 夏威夷秧雞
夏威夷秧雞（Porzana sandwichensis）是夏威夷島一種神秘的秧雞，但現已滅絕。牠們不懂得飛，生活在灌叢帶。在普納地區附近發現了幾個夏威夷秧雞的標本，包括一些較深色及一些較淺色而有斑點的標本。
最先採集的夏威夷秧雞標本是較為淺色的形態，共有五個標本，分別存放在萊頓的荷蘭國家自然科學博物館及紐約的美國自然歷史博物館。另外幾個較深色形態的標本則存放在劍橋的大學自然歷史博物館、倫敦的自然歷史博物館、維也納、紐約及檀香山的畢曉普博物館。1778年繪畫的一幅圖畫中是較淺色的夏威夷秧雞，有可能就是萊頓的標本。近年亦有發現牠們的亞化石。

## 分類
由於夏威夷秧雞有兩種形態，造成了很多混淆。根據採集夏威夷秧雞標本的過程，牠們最有可能生活在歐胡島及考艾島，而考艾島亦曾有一種類似體型的動物出現。不過考艾島發現的骨頭卻屬於較大體型的，而夏威夷秧雞的標本則較細小。
在夏威夷島發現了一種較細小的田雞屬亞化石，但其大小只如雷仙島秧雞。另外在凱盧阿-科納亦發現一些骨頭，約較夏威夷秧雞大15%。一般接受較淺色的形態是未成年的夏威夷秧雞，但卻仍有待DNA研究證實。
不論如何，淺色及深色的形態都被認為是同一物種，一些異名如下：
- Rallus sandwichensis
- Rallus obscurus
- Pennula millei
- Pennula millsi
- Pennula wilsoni
- Pennula ecaudata

最後五個異名是指深色的形態。當中Rallus obscurus在被描述時仍未有發現深色的形態，描述有可能是根據在萊斯特大宅的標本而造的。

## 滅絕
夏威夷秧雞淺色形態的標本是於1778年在詹姆斯·庫克（James Cook）的第三次旅程採集的，相信於當時並沒有發現深色的形態。大部份或全部深色形態的標本都是於1860年至1864年採集的。最近證實見到夏威夷秧雞是於1884年，另一個存疑的觀察則是於1893年。1887年的搜尋未能發現牠們，不過卻不足以確定牠們的滅絕。
夏威夷秧雞的滅絕可能是因入侵的大家鼠、貓及狗。狩獵亦可能是其中一種原因。

## 外部連結
- 夏威夷秧雞的立體圖
- Natural History Museum[永久]: William Ellis' plate 70